# David Gavrilescu
David Gavrilescu est un joueur d'échecs roumain né en 2003. Il est Grand maître international depuis 2023.
Au 1er mars 2025, il est le sixième meilleur joueur roumain avec un classement Elo de 2 549 points.
En 2025 il remporte le Championnat de Roumanie d'échecs
Il a participé à l'Olympiade d'échecs de 2022 au quatrième échiquier de l'équipe roumaine.